# Sukhra
Sukhra (noto anche come Sufaray, Sufray, Surkhab, Sarafra'i; Shiraz, V secolo – 493) è stato un nobile persiano, che fu di fatto regnante dell'impero sassanide dal 484 al 493. Fu attivo durante il regno degli scià Peroz I, Balash e Kavadh I. Viene spesso confuso con suo padre, Zarmihr Hazarwuxt e con suo figlio Zarmihr Karen.

## Biografia
Figlio di Zarmihr Hazarwuxt, un comandante sassanida di origine armena. Nel 484, Peroz I, prima di invadere il territorio degli Unni bianchi, investì suo fratello Balash del titolo di viceré, e Sukhra venne nominato ministro. Peroz I, comunque, venne sconfitto dagli Unni bianchi e ucciso alla battaglia di Herat. Secondo al-Tabari, Sukhra era il governatore del Sakastan prima di essere nominato ministro.
Sukhra decise di vendicare la sua morte, e assunse il comando della maggior parte dell'esercito sasanida; quando raggiunse Gorgan, il re degli Unni bianchi, Khushnavaz, venne prontamente informato del suo piano di attacco, e rapidamente preparò i suoi uomini per la guerra. Inviò poi un messaggio a Sukhra "chiedendogli delle sue intenzioni, cercando di indagare sul suo nome e sulla sua posizione." Sukhra rispose a Khushnavaz, informandolo circa il suo nome e la sua posizione. Khushnavaz, rispose a sua volta, avvertendolo di non fare lo stesso errore di Peroz I.
Ma le sue parole non scoraggiarono Sukhra, che marciò contro Khushnavaz, e gli inflisse una pesante sconfitta. A quel punto Khushnavaz chiese la pace, che Sukhra avrebbe accettato solo se gli avesse restituito tutto quello che aveva preso dal campo di Peroz I, che comprendeva i suoi tesori, il sommo sacerdote (Mōbadh) dell'impero, sua figlia Perozdukht, e suo figlio Kavadh. Khushnavaz accettò le sue richieste, e la pace venne siglata.

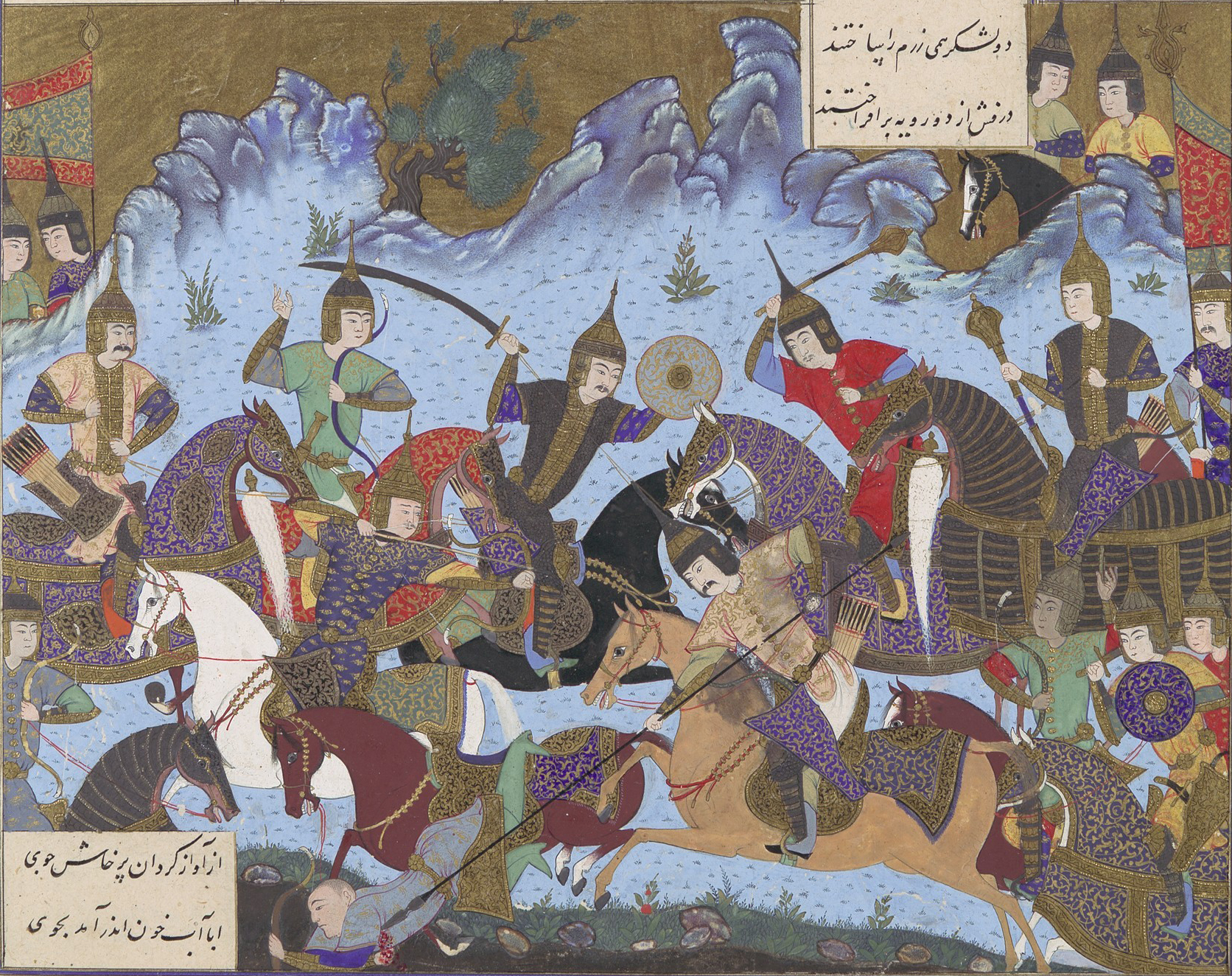
Sukhra combatte contro gli Unni bianchi nello Shahnameh.

Dopo la sua vittoria, tornò a Ctesifonte, dove i nobili "lo accolsero con grande onore, esaltando le sue gesta, e lo elevarono ad uno status tale, che nessuno, se non i re fu in grado di raggiungere dopo di lui" Balash venne successivamente incoronato nuovo re dell'impero. Tuttavia, in realtà fu Sukhra che ebbe il controllo su tutto l'impero sasanide. Gushnaspdad, l'kanarang di Abarshahr, esortò Sukhra e il resto dei nobili sasanidi di condannare a morte Kavadh, che Sukhra aveva salvato.
Tuttavia, i nobili sassanidi rifiutarono il suggerimento e imprigionarono Kavadh. In seguito questi riuscì a fuggire ed a rifugiarsi nel territorio degli Eftaliti. Nel 488, Kavadh ritornò in Persia, con l'aiuto degli Eftaliti, e venne raggiunto da un gruppo di nobili Sassanidi, compreso Adergoudounbades, un parente di Gushnaspdad. Durante la rivolta di Kavadh, Sukhra disse a Balash che non era capace di regnare come re di Persia e lo depose, mettendo al suo posto Kavadh. Il nuove re sassanide fece mettere a morte Gushnaspdad.
Anche dopo l'insediamento del nuovo re sassanide, Shukra posseva ancora un enorme potere; secondo Firdusi, Shukra controllava tutto tranne la corona regale. Al-Tabari disse ciò sul suo potere: "Sukhra aveva il governo del regno e la gestione degli affari. La gente andava da Shukra e manteneva ogni rapporto con lui, trattando Kavadh come una persona di nessuna importanza e, per quanto riguarda i suoi comandi, con disprezzo".
Nel 493 Kavadh provò a ridurre il potere di Sukhra inviandolo nella nativa Shiraz, e successivamente con l'aiuto di Shapur di Ray, sconfisse i lealisti di Sukhra riuscendo a catturarlo. Sukhra venne portato a Ctesiphon, dove fu messo a morte.
Anche dopo la morte di Sukhra, la sua famiglia possedeva ancora molto potere all'interno dell'Impero sasanide. Suo figlio, Zarmihr Karen, aiutò Kavadh, nel 488, a reclamare il trono sassanide dal suo fratello minore Djamasp. Nello stesso anno, uno degli altri figli di Sukhra, Bozorgmehr, fu nominato ministro dell'impero, e continuò a servire durante il regno del successore di Kavadh, Cosroe I. Successivamente fu spahbod sotto il successore di Cosroe I Ormisda IV. Zarmihr Karen, insieme con l'altro figlio di Sukhra Karin, aiutò Cosroe I nella sua guerra contro i Turchi. Come ricompensa per il loro aiuto, Zarmihr Karen venne premiato con terre in Zabulistan, mentre Karin ottenne delle terre in Tabaristan. Entrambi diedero inizio alla dinastia Qarinvand, che regnò nell'XI secolo.
Il figlio di Sukhra, Simah-i Burzin fu spahbod del kust di Khorasan durante il regno di Cosroe I. Un discendente di Sukhra, Burzin Shah, fu il governatore di Nishapur durante il regno di Yazdegerd III (r. 632–651).